# Muzat He
Muzat He är ett vattendrag i Kina. Det ligger i den autonoma regionen Xinjiang, i den nordvästra delen av landet, omkring 440 kilometer sydväst om regionhuvudstaden Ürümqi.
Genomsnittlig årsnederbörd är 96 millimeter. Den regnigaste månaden är juni, med i genomsnitt 31 mm nederbörd, och den torraste är mars, med 1 mm nederbörd.